# Polargröe
Polargröe (Poa arctica) är en gräsart som beskrevs av Robert Brown. Enligt Catalogue of Life ingår Polargröe i släktet gröen och familjen gräs, men enligt Dyntaxa är tillhörigheten istället släktet gröen och familjen gräs. Arten är reproducerande i Sverige. Inga underarter finns listade i Catalogue of Life.